# Щаслива вулиця (Київ, Деміївка)
Щасли́ва ву́лиця — зникла вулиця, що існувала в Московському, нині Голосіївському районі міста Києва, місцевість Деміївка. Пролягала в районі Малокитаєвської вулиці

## Історія
Вулиця виникла в 1-й половині XIX століття під назвою 372-га Нова, під цією ж назвою позначена на німецькій карті 1943 року. Назву Щаслива вулиця набула 1944 року. Ліквідована у зв'язку зі зміною забудови й переплануванням місцевості 1977 року.